# Ischaemum tadulingamii
Ischaemum tadulingamii är en gräsart som beskrevs av N.Chandrasekharan Nair och Puthenpurayil Viswanathan Sreekumar. Ischaemum tadulingamii ingår i släktet Ischaemum och familjen gräs. Inga underarter finns listade i Catalogue of Life.